# Belly to Belly
Belly to Belly é o quinto álbum de estúdio da banda de glam rock americana Warrant. O álbum foi lançado em 1 de outubro de 1996 pela CMC International.

## Produção e vendas
A produção da gravação foi um processo colaborativo. Os membros do Warrant ficaram juntos uma semana em Novembro de 1995 e uma semana em Janeiro de 1996 e escreveram músicas juntos.
O processo de gravação demorou mais duas semanas, e a gravação foi mixada em sete dias.

## Faixas
1. "In the End (There's Nothing)" - 3:11
2. "Feels Good" - 2:50
3. "Letter to a Friend" - 4:33
4. "A.Y.M." - 2:49
5. "Indian Giver" - 4:54
6. "Falling Down" - 3:56
7. "Interlude # 1" - 0:11
8. "Solid" - 3:13
9. "All 4 U" - 3:39
10. "Coffee House" - 4:37
11. "Interlude # 2" - 0:17
12. "Vertigo" - 2:35
13. "Room With a View" - 2:59
14. "Nobody Else" - 4:13

## Pessoal
- Jani Lane: Vocais
- Rick Steier: Guitarra
- Erik Turner: Guitarra
- Jerry Dixon: Baixo
- Bobby Borg: Bateria

## Singles
- "A.Y.M."
- "Feels Good"
- "Indian Giver"